# Campo magnetico solare

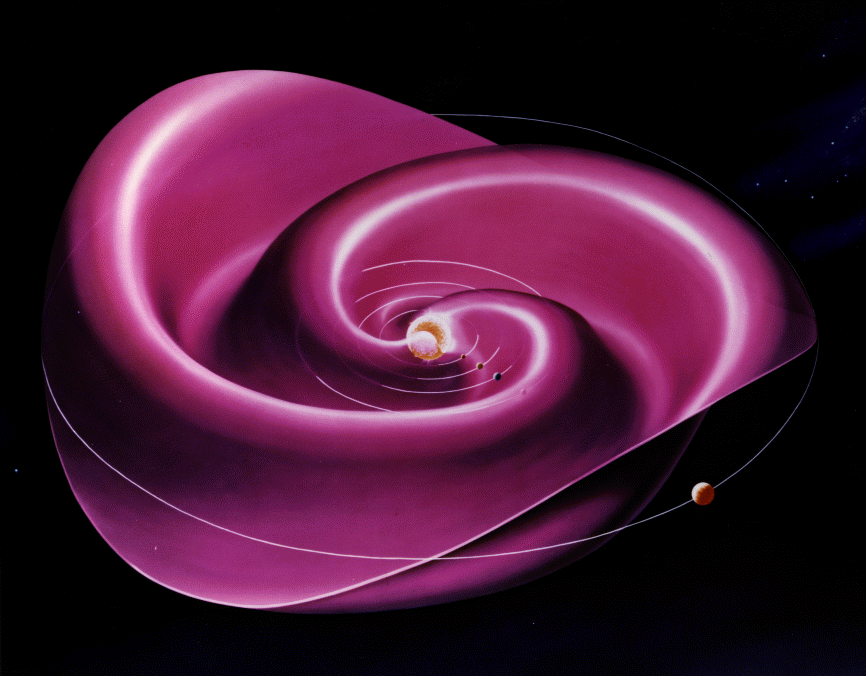
Le volute della corrente eliosferica diffusa si estendono fino ai limiti estremi del Sistema solare e derivano dall'interazione del campo magnetico solare con il plasma nel mezzo interplanetario.

Il campo magnetico solare è il campo magnetico generato all'interno del Sole, una stella di sequenza principale, dal movimento del plasma della sua zona convettiva. È caratterizzato da poli appaiati (nord e sud) disposti lungo tutta la superficie solare.
Il campo magnetico solare inverte il proprio verso periodicamente. Ogni undici anni, in corrispondenza del massimo del ciclo solare, la sua superficie presenta una moltitudine di macchie solari.  Il campo magnetico solare è all'origine infatti di diversi fenomeni che prendono complessivamente il nome di "attività solare"; tra essi si annoverano le macchie fotosferiche, i flare (o brillamenti) e le variazioni nell'intensità del vento solare, che diffonde materia attraverso il sistema solare.
La rotazione differenziale della stella causa una forte deformazione delle linee del campo magnetico, che appaiono aggrovigliate su se stesse; su di esse si dispone il plasma delle eruzioni solari, che vanno a formare vasti anelli di materia incandescente, noti come anelli coronali. Le deformazioni delle linee di campo danno luogo alla dinamo e al ciclo undecennale dell'attività solare, durante il quale l'intensità del campo magnetico subisce delle variazioni.
La densità del flusso magnetico solare è di 10−4 tesla in prossimità della stella e, se lo spazio interplanetario fosse vuoto, il suo valore si ridurrebbe in prossimità del nostro pianeta, secondo un criterio di proporzionalità quadratica, a circa 10−11 tesla; le osservazioni con le sonde hanno però mostrato che il campo percepito nelle vicinanze della Terra era circa cento volte più intenso di quanto ipotizzato, con un valore di 10−9 tesla. La magnetoidrodinamica suggerisce che il moto di un fluido conduttore (come il mezzo interplanetario) in un campo magnetico induce delle correnti elettriche che generano a loro volta dei campi magnetici.
L'interazione tra il campo magnetico solare ed il plasma del mezzo interplanetario crea una corrente eliosferica diffusa, ossia un piano che separa regioni in cui il campo magnetico converge in direzioni diverse. Il plasma del mezzo interplanetario è anche responsabile del rafforzamento del campo magnetico solare sull'orbita terrestre. Gli effetti del campo magnetico solare sulla Terra includono, principalmente durante i periodi di massima attività, le aurore polari, le interferenze e le interruzioni delle comunicazioni radio e della potenza elettrica. Gli astronomi ritengono che l'attività solare abbia rivestito un ruolo fondamentale nella formazione ed evoluzione del sistema solare. L'attività della nostra stella inoltre cambia continuamente la struttura dell'atmosfera esterna della Terra.
L'AP-index misura l'intensità del campo magnetico solare. Un calo dell'1% corrisponde a una riduzione di -0,004 Watt/{\displaystyle m^{2}} della radiazione solare incidente sulla Terra.
Una serie di studi sulle immagini satellitari ai raggi X di un ciclo solare completo, hanno permesso nel periodo di massima intensità di fotografare a 135.000 km sotto la superficie solare un loop, molto brillante, visivamente simile ad un arcobaleno, mobile di plasma caldo e gas elettrificato che collega i due poli magnetici del sole alla regione equatoriale a polarità opposta, dove si manifestano le macchie e il flusso magnetico. 

Si è evidenziata una forte correlazione fra la luminosità di queste strutture a corona e la potenza del campo magnetico.